# 薔薇村
『薔薇村』（ばらそん）は、1921年に創刊された朝鮮の雑誌。

## 概要
『薔薇村』は1921年5月24日に創刊される。発行は京城、薔薇村社。発行人は邊永瑞、編集人は黄錫禹。邊永瑞はアメリカ人である。20ページほどで、20銭で販売された。朝鮮で最初の詩文学専門の同人雑誌である。表紙に、「自由詩の先驅（-의-）」とあるように、自由詩で創作世界を表現している。同人は、黄錫禹、卞栄魯、朴鍾和、朴英熙、盧子泳、呉相淳、鄭泰信、李薫、辛泰嶽、朴仁徳などが参加する。
雑誌の傾向としては、『廃墟』を引きずるように、頽廃的で現実逃避的な面を持ち合わせながらも、華やかな情熱も含んでいる浪漫主義である、と言える。『薔薇村』は創刊号で終刊となり、詩文学の嚆矢という以外、朝鮮文学史の大きな部分を占めることはできなかった。その後、本格的に始まる浪漫主義文学は、『白潮』に引き継がれていくことになる。